# Börslingen
Börslingen ist eine Gemeinde im Alb-Donau-Kreis und mit rund 180 Einwohnern eine der kleinsten selbständigen Gemeinden in Baden-Württemberg.
Die Gemeinde gehört dem Gemeindeverwaltungsverband Langenau mit Sitz in Langenau an.

## Geographie

### Lage
Börslingen liegt auf 561 m Höhe auf der Niederen Alb, einem Teil der Schwäbischen Alb, nördlich des Lonetals und etwa 15 Kilometer nördlich von Ulm.
Die Gemarkung grenzt im Norden an Altheim (Alb), im Osten an Ballendorf und Nerenstetten, im Süden an die Stadt Langenau und im Westen an Neenstetten.

### Schutzgebiete
Im Süden und Westen hat die Gemeinde einen Anteil am Landschaftsschutzgebiet Mittleres Lonetal.

## Geschichte

### Vom Mittelalter bis zur Mediatisierung
Der Ort gehörte zur Herrschaft Albeck und wurde 1385 an die Reichsstadt Ulm verkauft. Grundherren am Ort gab es viele verschiedene, darunter Bürger aus Ulm, Klöster wie etwa Anhausen, Königsbronn und Wengen als auch Adelshäuser, darunter zum Beispiel die Grafen von Helfenstein, die Herren von Rechberg und die Herren von Ufenloch. Auf Grund der Zugehörigkeit zu Ulm hatte Börslingen im 16. Jahrhundert die Reformation hinzunehmen und war seither evangelisch geprägt. Die Landeszugehörigkeit ging 1803 durch die Mediatisierung der Reichsstadt Ulm an das Kurfürstentum Bayern über, welches 1806 zum Königreich erhoben wurde.

### Seit der Zugehörigkeit zu Württemberg
Börslingen kam durch den Grenzvertrag von 1810 an das Königreich Württemberg, das den Ort dem Oberamt Albeck zuwies, welches 1819 im Oberamt Ulm aufging, dem das Dorf dann für mehr als ein Jahrhundert angehörte. Erst seit etwa 1830 wurde Börslingen eine selbständige Gemeinde. Bei der Kreisreform während der NS-Zeit in Württemberg gelangte der Ort 1938 zum neu umrissenen Landkreis Ulm. Nach dem Zweiten Weltkrieg lag das Dorf in der Amerikanischen Besatzungszone und gehörte somit zum neu gegründeten Land Württemberg-Baden, das 1952 im jetzigen Bundesland Baden-Württemberg aufging. Seit der Kreisreform von 1973 ist Börslingen Teil des Alb-Donau-Kreises.

### Religion
Seit der Reformation war der Ort evangelisch geprägt. Die evangelischen Bewohner sind Teil der Kirchengemeinde Ballendorf-Börslingen, die zum Kirchenbezirk Ulm der Württembergischen Landeskirche gehört.

### Archäologische Grabungen
Nach erfolgreichen Geländebegehungen eines ehrenamtlichen Mitarbeiters des Landesamtes für Denkmalpflege Baden-Württemberg konnte auf der Gemarkung der Gemeinde durch ein Grabungsteam der Universität Tübingen unter der Leitung von Harald Floss eine neue altsteinzeitliche Fundstelle untersucht werden.
Im Rahmen von zwei Ausgrabungen, die im Herbst 2011 und im Frühjahr 2012 stattfanden, wurden mehrere Siedlungskonzentrationen freigelegt, die mehrere Tausende Funde, vor allem Steingeräte, erbrachten. Die Fundstelle wurde erstmals zur Zeit der Neandertaler begangen. Damit ist Börslingen im Gebiet der Schwäbischen Alb eine der ältesten Fundstellen der Menschheitsgeschichte. Auch während des Aurignacien, also derselben Zeit vor knapp 40.000 Jahren, in der die berühmten Vogelherdfiguren und der Löwenmensch vom Stadel entstanden, wurde die Stelle vermutlich aufgesucht.
Seine Bedeutung verdankt der Platz vor allem einem Vorkommen von so genannten Hornsteinen, die von den prähistorischen Menschen an dieser Stelle gewonnen wurden und aus denen sie ihre Geräte und Waffenspitzen herstellten. Die besondere Bedeutung der Grabungen ergibt sich durch den Umstand, dass Börslingen nach insgesamt mehr als 150 Jahren Forschung der erste sichere Fundplatz der Altsteinzeit in diesem Gebiet ist, der nicht in Höhlen, sondern im freien Land auf der Hochfläche der Schwäbischen Alb liegt.

## Wappen
Das Börslinger Wappen zeigt in gespaltenem Schild links in Rot eine silberne Kirchenfahne, rechts in Silber eine pfahlweise gestellte rote doppelzügige Börse mit abhängenden blauen Nesteln.

## Bürgermeister
Im April 2018 wurde Heinrich Wolf ohne Gegenkandidat mit 75,2 % der Stimmen wiedergewählt.

## Wirtschaft
Das Dorf ist landwirtschaftlich strukturiert. Im Jahr 2003 gab es sieben Haupterwerbsbetriebe und einige Nebenerwerbslandwirte, die zusammen etwa 440 ha Fläche bewirtschafteten. Milchviehhaltung ist vorherrschend.
Im Ort ist auch ein Betrieb für Industriegravuren sowie eine Gastwirtschaft ansässig.

## Sehenswürdigkeiten
Zentrum des Ortes ist die evangelische Kirche Sankt Bernhard. Eine alte Winterlindenreihe begleitet den Weg ins südlich gelegene Lonetal.

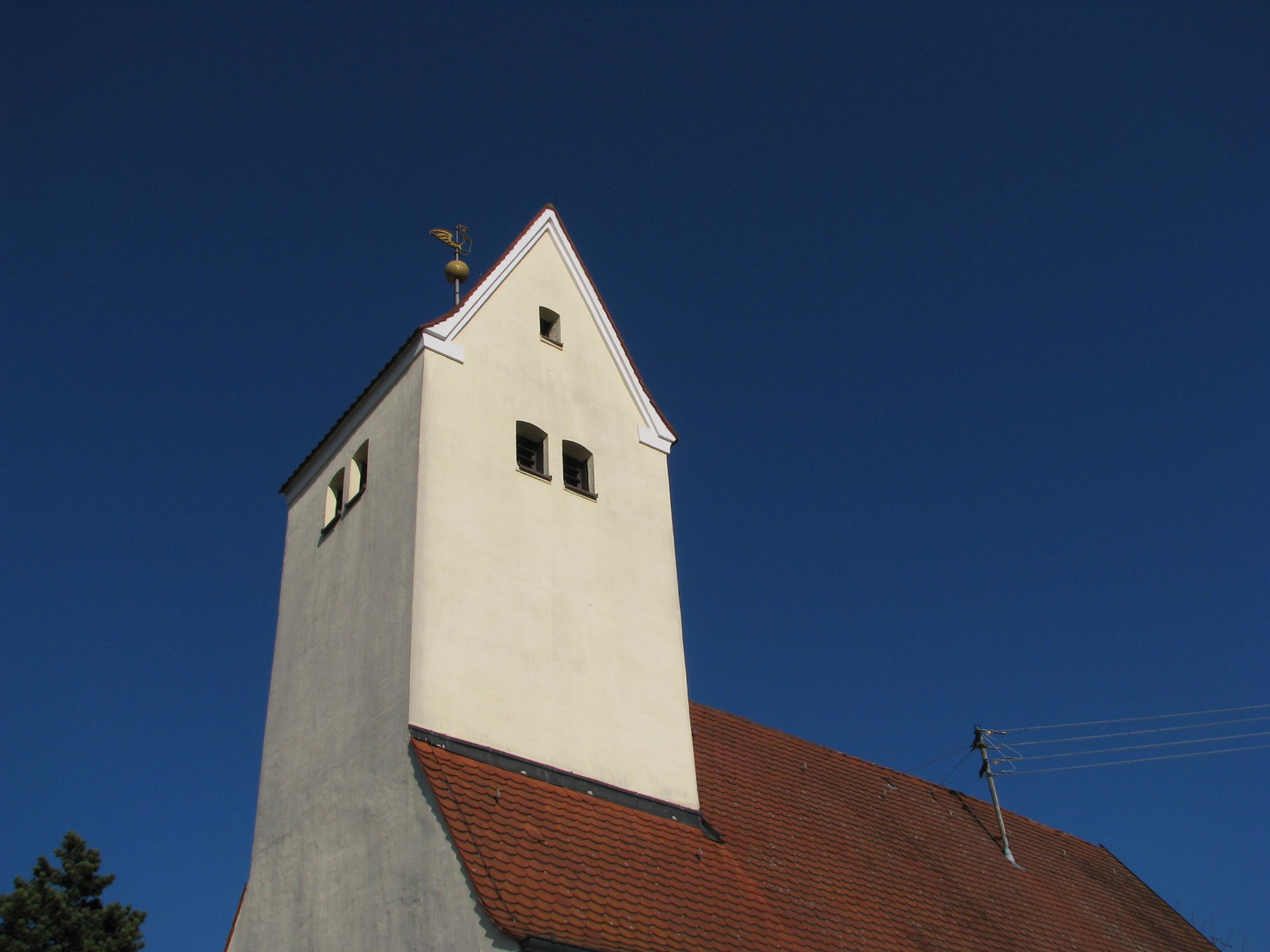
Kirche Sankt Bernhard in Börslingen
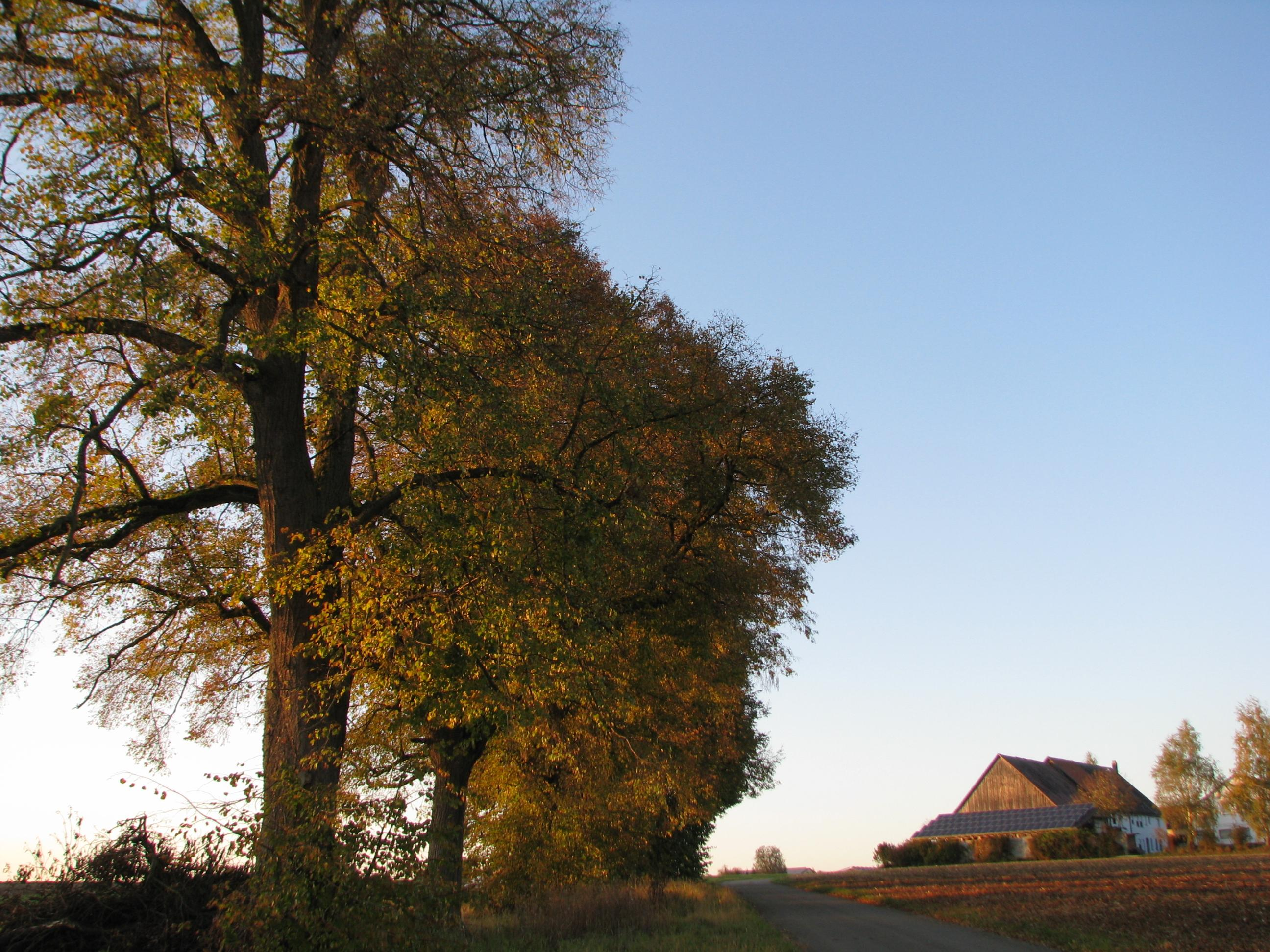
Winterlindenreihe bei Börslingen
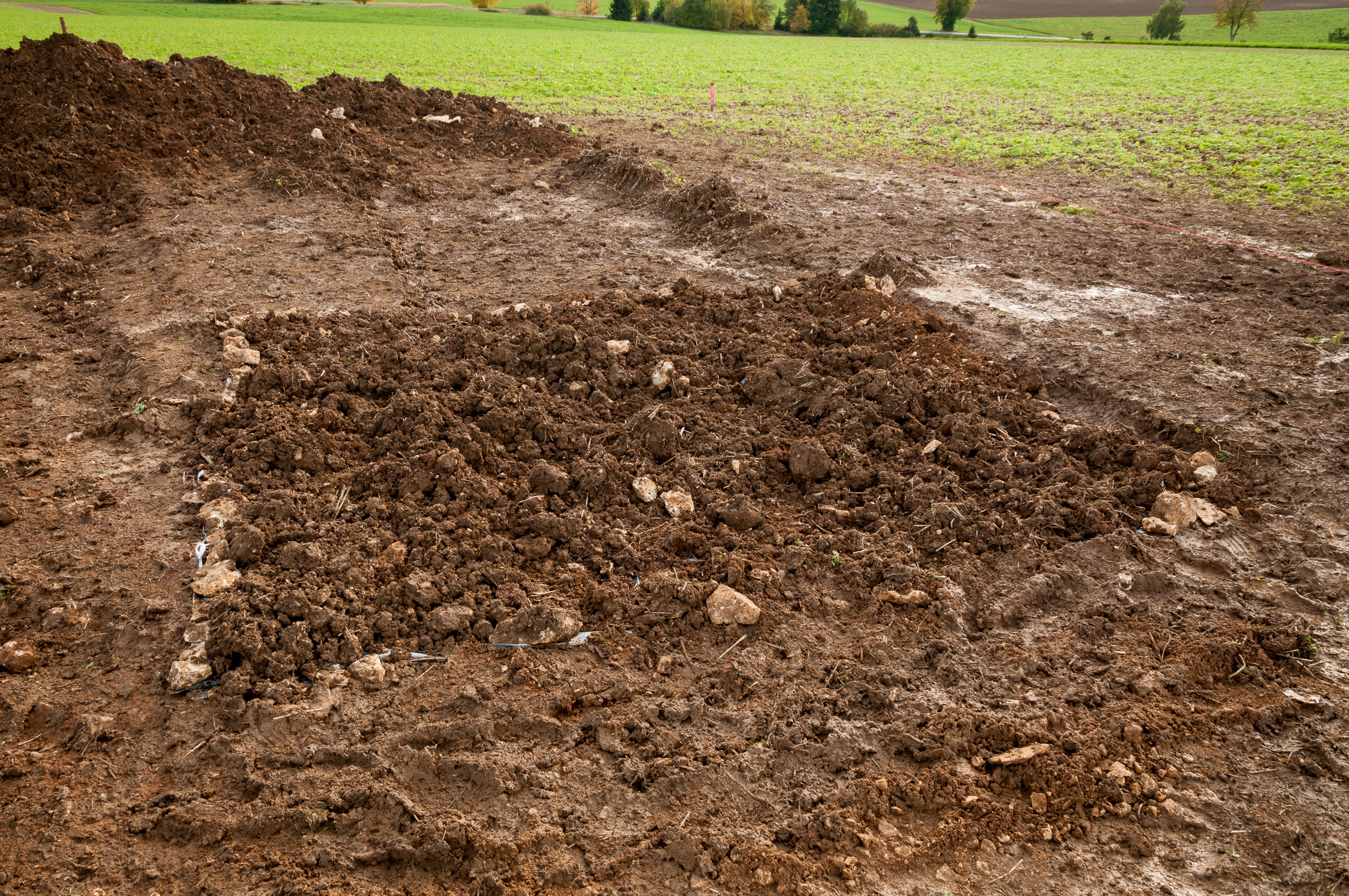
Eine steinzeitliche Freilandstation bei Börslingen, wie sie 2013 archäologisch erkundet und ausgegraben wurde